# Movimento (Ghost)
Movimento è un singolo del gruppo musicale italiano GHOST, pubblicato il 15 settembre 2014.

## Video musicale
Il video ufficiale è stato pubblicato su YouTube il 13 ottobre 2014. La regia è di Giacomo Triglia. 